# Коваль, Людмила Михайловна
Людмила Михайловна Коваль (17 октября 1933, Ленинград — 15 февраля 2020, Москва) — советский и российский историк, библиотековед, библиограф. Кандидат исторических наук. Заведующая сектором истории и Музеем истории Российской государственной библиотеки. Заслуженный работник культуры Российской Федерации.

## Биография
Родилась 17 октября 1933 года в семье военнослужащего в Ленинграде, а в 1947 году семья переехала в Москву. Окончила Исторический факультет Московского государственного университета им. М. В. Ломоносова (1956), аспирантуру при нём (1976), Высшие библиотечные курсы при Государственной библиотеке СССР им. В. И. Ленина (1965). Кандидат исторических наук (1976). Имела учёное звание старшего научного сотрудника по специальности «библиография и библиотековедение» (1981). Заслуженный работник культуры Российской Федерации (1998). В 1963 году пришла в Российскую государственную библиотеку, где работала до конца жизни. В последние годы — заведующая сектором и Музеем истории РГБ.
Участвовала во многих научных конференциях, включая всероссийские и международные.
Скончалась 15 февраля 2020 года в Москве.

## Публикации
Автор более 350 научных и научно-популярных работ на русском и 9 иностранных языках, в том числе 29 книг, опубликованных издательствами «Наука», «Книга», «Летний сад», журнала «Библиотекарь», «Пашков дом». Среди книг, автором и составителем которых явилась Коваль: «Русско-итальянские общественные связи. Россия. Италия. Книга» (1981), «Голос прошлого. Государственная ордена Ленина библиотека СССР имени В. И. Ленина» (1991), «Книга памяти Российской государственной библиотеки» (1995), «Не славы ради…» (2000), «Сотрудники Российской государственной библиотеки: Биобиблиографический словарь. Московский публичный и Румянцевский музей. 1862—1917» (2003), «Музей истории Российской государственной библиотеки: путеводитель по фонду» (2011), «На благое просвещение. Из истории Российской государственной библиотеки» (2012), «Российская государственная библиотека в годы Великой Отечественной войны: хроника жизни» (2005), «Российская государственная библиотека в годы Великой Отечественной войны: линия фронта» (2014). Созданная Л. М. Коваль вместе с издательством «Пашков дом» серия книг о директорах Музеев и Библиотеки: Н. В. Исакове, В. А. Дашкове, М. А. Веневитинове, И. В. Цветаеве, В. Д. Голицыне, В. И. Невском (2 издания) включает 7 биографий.
Особое место в творчестве Коваль уделено военной теме. Воспоминания ветеранов, архивные документы и материалы, отражающие работу библиотеки в годы Великой Отечественной войны, вошли в сборник «Голос прошлого. Государственная ордена Ленина библиотека СССР имени В. И. Ленина в годы Великой Отечественной войны» (1991).
В 1992—1994 годах Коваль работала над «Книгой памяти Российской государственной библиотеки», которая вышла в свет в 1995 году. Благодаря этой книге нам стали известны свыше 2600 имён. В ходе поисковой работы были установлены имена 172 сотрудников, которые ушли из библиотеки на фронт, установлены имена 42 погибших, пропавших без вести, умерших от ран сотрудников библиотеки. Все эти имена были внесены в Книги памяти Москвы, Московской области, Украины, все 172 фамилии выбиты на памятной мраморной доске. К 60-летию Великой Победы Коваль подготовила книгу «Российская государственная библиотека в годы Великой Отечественной войны: Хроника жизни», которая также вышла в издательстве «Пашков дом».

## Награды
Творческая и профессиональная активность Людмилы Михайловны отмечена государственными и общественными наградами:
- медаль «Ветеран труда»;
- медаль «В память 850-летия Москвы»;
- звание Заслуженный работник культуры Российской Федерации;
- Юбилейная серебряная Тютчевская медаль Международного фонда «Классика» (за большой вклад в осуществление программ поддержки русской словесности и культуры);
- медаль «За милосердие» благотворительного фонда «Меценаты столетия» (за трудовые подвиги на благо Родины и служение идеалам добра и милосердия);
- юбилейная медаль «Николай Петрович Румянцев — основатель Российской государственной библиотеки» (Совет директоров РГБ);
- по предложению Российской государственной библиотеки, имя Коваль Людмилы Михайловны внесено в Зал национальной трудовой славы[1].